# Charles Aubry
Pour les articles homonymes, voir Aubry.
Charles Aubry, né à Saverne (Bas-Rhin) le 20 juin 1803 et mort le 12 mars 1883, est un jurisconsulte français, professeur à la faculté de droit de Strasbourg. Son nom est associé à celui d'un autre universitaire strasbourgeois, Charles-Frédéric Rau, avec qui il publia un ouvrage juridique de référence connu sous le nom de « Aubry et Rau ».

## Biographie
Il obtient sa Licence en Droit en 1822 et sa thèse en 1826.
Il enseigna le droit à Strasbourg de 1830 à 1870 et fut juge à la Cour de cassation de 1870 à 1878.
Aubry est considéré pendant le Second Empire comme un « citoyen sincèrement dévoué au Gouvernement », et il se décrit comme étant un « très bon catholique » dont l’enseignement « s’éclaire à la douce lumière d’une philosophie religieuse ». On lui confie même le poste de Doyen de la faculté de Strasbourg de 1851 à 1870, et lorsque l’Alsace, majoritairement protestante, se plaint de lui « d’incliner vers un parti clérical, hostile à l’Université et au protestantisme », le rectorat répond  que « ses idées religieuses ne portaient pas à l’intolérance » et que son ami le plus proche est le professeur Rau, lui-même protestant.

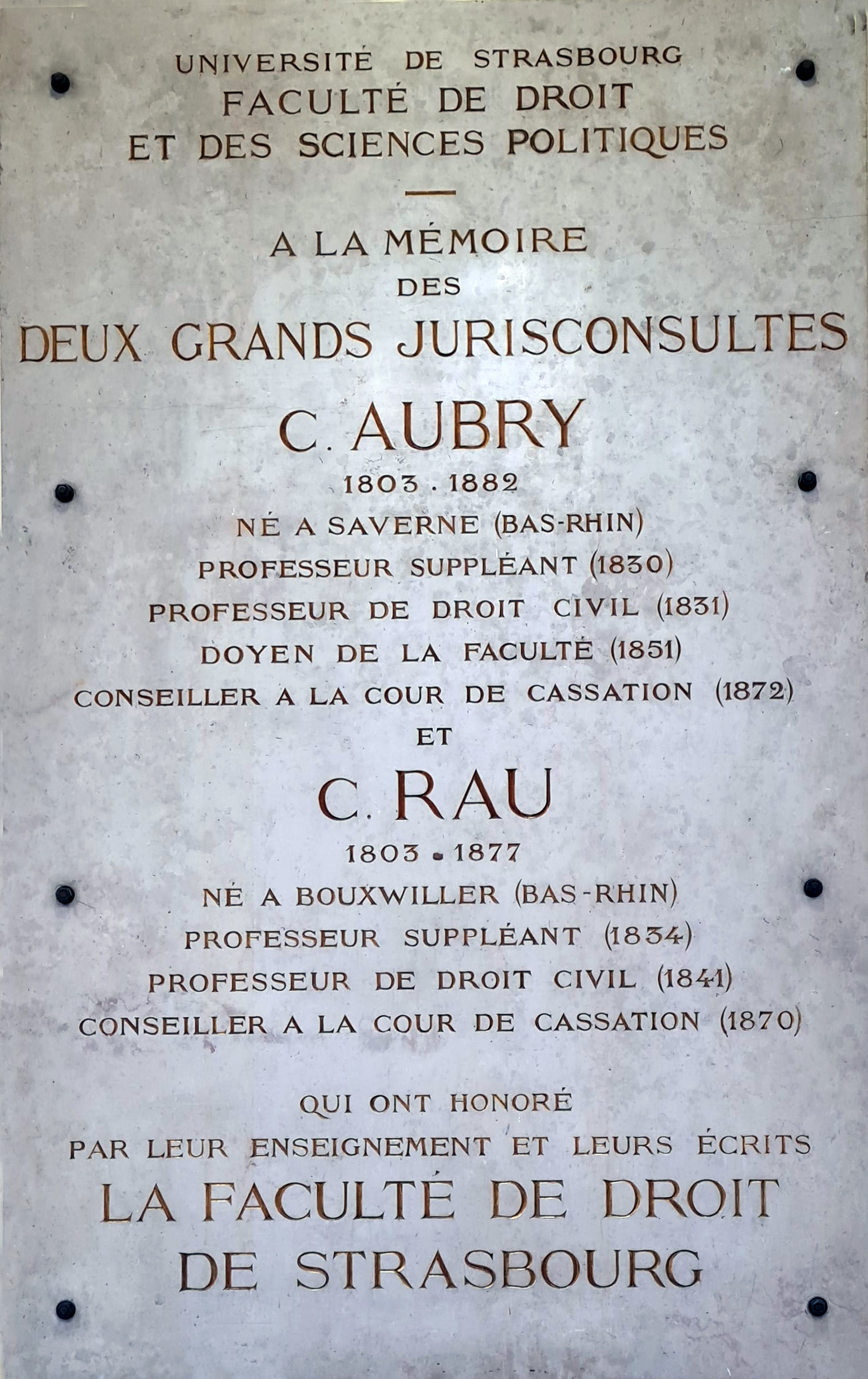
Plaque à la mémoire de C. Aubry et C. Rau au palais universitaire de Strasbourg.

Il collabore avec Charles-Frédéric Rau dont le travail est considéré comme la rencontre de l’esprit latin et germanique. Aubry, recherchant à faire fructifier l’esprit par un raisonnement et Rau toujours partisan de la recherche d’une signification pratique d’un raisonnement théorique.  Les deux juristes, forts d’esprit et de complicité, entament une carrière littéraire soutenue. Ils publient pour la première fois en 1838 leur œuvre majeure, publiée à plusieurs reprises : Cours de droit civil français, traduit de l’allemand, par M.C.S. Zachariae. Considérée comme une simple traduction, la troisième édition fait ressentir l’apport des deux auteurs et prend le titre de Cours de droit civil d’après la méthode de Zachariae (1869 à 1877), pour abandonner ensuite toute référence à Zachariae.
Aubry et Rau, admirés pour leur langue et leurs compétences juridiques, sont depuis une vingtaine d’années beaucoup moins lus, à cause de leur excès de concision, de leur technicité et de leur abstraction. Leur autorité décline peu à peu, après avoir été la plus grande gloire de la littérature juridique française.
Il est aussi connu surtout pour avoir adapté de l'allemand en collaboration avec Charles-Frédéric Rau le Handbuch des französischen Civilrechts (Cours de droit civil français) de Karl Salomo Zachariä, paru initialement en trois volumes entre 1837 et 1847. La septième édition de cet ouvrage est parue entre 1964 et 1973.
En droit civil, l'ouvrage appelé « Aubry et Rau » fait encore autorité. Un amphithéâtre de la faculté de droit de Strasbourg porte d'ailleurs ce nom. Dans le Quartier des XV, une voie – la rue Aubry et Rau – porte le nom des deux juristes.